# 宋站
宋站位于中华人民共和国黑龙江省绥化市肇东市宋站镇，是滨洲铁路上的一座车站，始建于1900年。上行方向距哈尔滨站96公里，下行方向距满洲里站839公里，隶属中国铁路哈尔滨局集团大庆车务段，为四等站，办理乘客乘降。
据说东省铁路在此修建车站时，有一个包工头姓宋，车站因而得名，而车站所在地宋站镇则是因车站而得名。由于该车站是中国铁路系统内唯一的单字命名车站，因此被很多铁路迷所熟知。

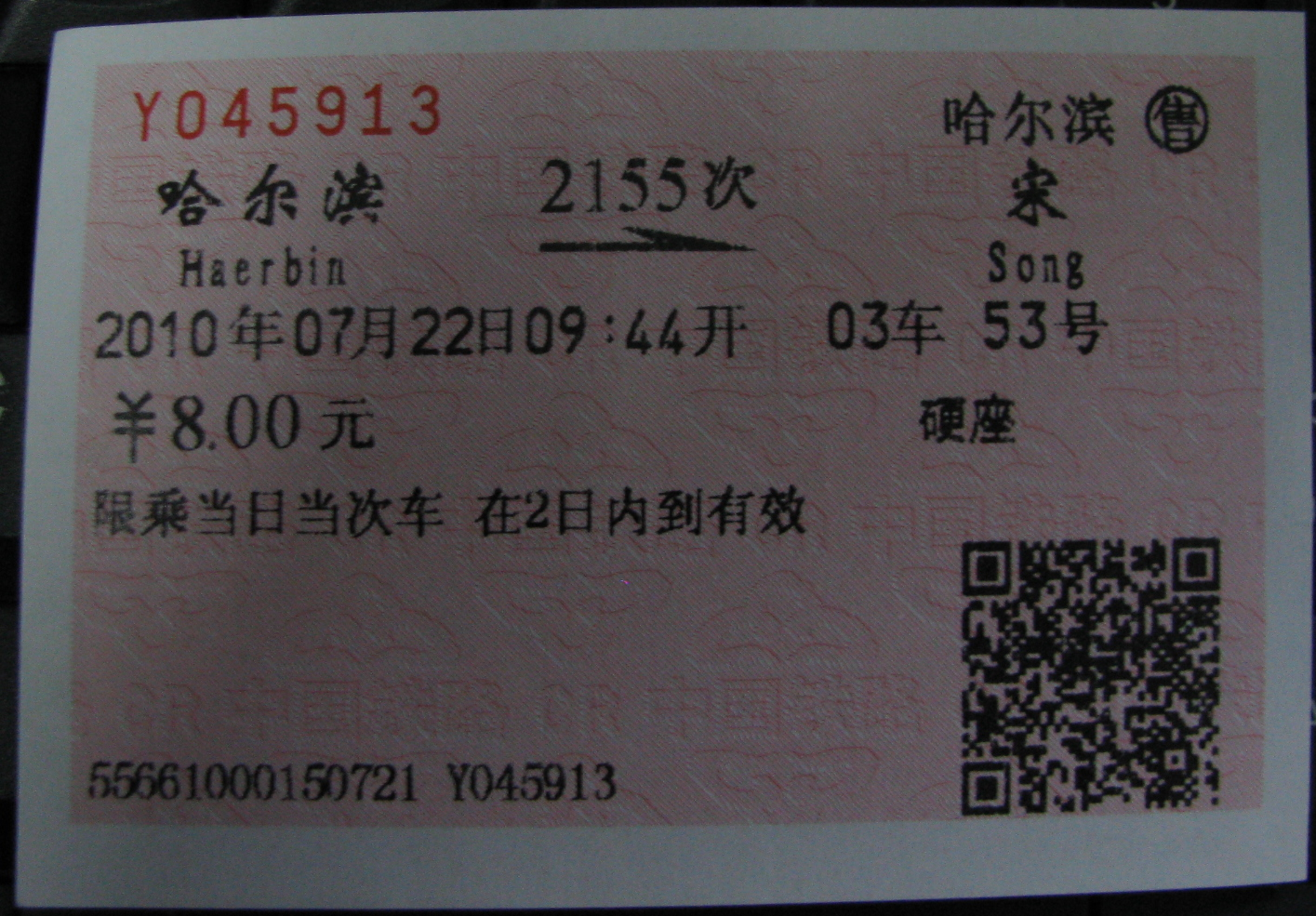
一张哈尔滨站至宋站的火车票

## 历史
- 车站建于1900年。

## 旅客列车目的地
自2025年7月起，每天有4班旅客列车在本站停靠。
| 目的地   | 车次  | 列车所属路局 |
| -------- | ----- | ------------ |
| 哈尔滨   | K7094 | 哈尔滨局集团 |
| 哈尔滨   | K7104 | 哈尔滨局集团 |
| 齐齐哈尔 | T243  | 哈尔滨局集团 |
| 齐齐哈尔 | K129  | 沈阳局集团   |

## 周边
- 宋站镇中心卫生院
- 肇东市宋站中心小学
- 宋站镇政府
- 宋站中学